# TV+
TV+ (pronunciado como Te Ve Más) es un canal de televisión abierta chileno, que se emite desde Santiago, de propiedad mixta (privado y universitario), conocido anteriormente como Corporación de Televisión de la Pontificia Universidad Católica de Valparaíso, Universidad Católica de Valparaíso Televisión o UCV Televisión.  
Es la primera estación de televisión del país, y la única con cobertura nacional originada fuera de Santiago. Comenzó sus emisiones experimentales en las dependencias de la PUCV en 1957 y fue oficialmente lanzada en agosto de 1959. Con el paso de los años, trasladó su centro de operaciones al sector de Agua Santa en Viña del Mar; desde 2017, este se ubica en la comuna de Vitacura, en el sector oriente de Santiago. 
Sus mayores competidores son La Red y Telecanal, los otros dos canales de televisión abierta de menor recepción de audiencia del país. El canal es miembro de la Asociación Nacional de Televisión y anteriormente estuvo afiliada a la Organización de Telecomunicaciones de Iberoamérica cuando aún tenía el nombre de UCV Televisión.

## Historia

### 1950-1970: Pruebas experimentales e inicios del canal
La Universidad Católica de Valparaíso realizó su primera transmisión experimental en circuito cerrado el 22 de noviembre de 1956, mediante una conferencia de prensa realizada en el Salón de Honor de la casa de estudios. Casi un año después, el 5 de octubre de 1957, se realizó la primera transmisión inalámbrica de televisión en Chile por un grupo de investigadores de la Escuela de Electrónica de la Pontificia Universidad Católica de Valparaíso. El evento televisado fue la inauguración del nuevo pabellón de laboratorios científicos y salas de clases de la Universidad. Contó con la presencia del entonces Presidente de la República Carlos Ibáñez del Campo, ministros y altas autoridades del país durante su mandato. Para la ocasión se instalaron equipos receptores en el edificio del diario La Unión.
Este hecho fue considerado como la auténtica primera emisión de un programa televisivo planificado ya que el canal ofreció una transmisión en vivo y un noticiario, algo novedoso para la época. La estación fue lanzada oficialmente el 22 de agosto de 1959 a través del canal 8 de la banda VHF y para su recepción se instalaron televisores en los diarios La Unión y El Mercurio de Valparaíso, además de 3 establecimientos educacionales, la sede de la Confederación Marítima de Chile, el Palacio de Bellas Artes, la cárcel y algunas tiendas porteñas. El primer programa emitido por UCV Televisión fue El hombre ante el universo, de corte científico. La programación del primer día fue la siguiente:
- Discurso inaugural por el rector Jorge González.
- Bendición de los equipos por el Nuncio Apostólico, Opilio Rossi.
- El hombre ante el universo
- Película documental infantil proporcionada por el Servicio Informativo de los Estados Unidos
- Presentaciones artísticas y de ballet de distintos grupos artísticos de la región
- Película Puente de vuelta proporcionada por la Organización de las Naciones Unidas[2]

Inicialmente las transmisiones de Canal 8 se realizaban solo los días viernes y duraban 2 horas, extendiéndose posteriormente a los domingos y después a 3 días por semana. En 1962 creó de manera experimental su primer Departamento de Prensa por parte de alumnos de la Escuela de Periodismo; 2 años más tarde sería fundado oficialmente dicho departamento, lo que permitió al canal cubrir la visita de Charles de Gaulle a Valparaíso y la elección presidencial de aquel año.
A fines de 1964 firmó un convenio con Protel para la emisión de programación envasada consistente en series extranjeras y dibujos animados, y ese mismo año comenzó a emitir todos los días. En 1966 el canal trasladó su antena transmisora desde la casa central de la universidad al sector de Agua Santa en Viña del Mar con lo cual las transmisiones se extendieron hacia Quilpué, Limache, Quillota y otras ciudades del interior de la provincia de Aconcagua. El 22 de febrero de 1969 el canal se trasladó a la frecuencia 4 VHF.

### 1971-1999: Expansión de la señal y época de éxitos
Producto del terremoto del 8 de julio de 1971, las emisiones de UCV TV se suspendieron momentáneamente, siendo retomadas al día siguiente a las 20:00. Ese mismo año, debido a los daños ocurridos en los estudios del canal, UCV TV inició el traslado de sus dependencias a Agua Santa, donde antes ya se encontraba la planta transmisora, y en septiembre se instaló una antena repetidora en La Serena, siendo esta la primera ciudad fuera de la Región de Valparaíso en recibir la señal. En 1974, UCV Televisión instala una antena repetidora en Santiago utilizando la frecuencia 5.
En 1975 el canal adquiere cámaras portátiles, lo que facilita el trabajo en exteriores ya que los restantes canales poseían cámaras cinematográficas. En 1976 y 1977 el canal se encarga de transmitir el Festival del Clavel, realizado en el Teatro Nacional de La Serena, en directo a través del canal 8 de La Serena y Coquimbo y en diferido por los canales 4 de Valparaíso y 5 de Santiago. En 1978, UCV Televisión empieza a emitir en colores junto con la Corporación de Televisión de la Universidad Católica de Chile y también logra adaptarse en tres meses. Ese mismo año transmite la primera Teletón a través de la Red UCV Televisión, identificada con los números 4, 5 y 8 (frecuencias de la señal en Valparaíso, Santiago y La Serena, respectivamente). La filial en La Serena, conocida como Canal 8 UCV Televisión, no solo emitía programas de UCV, sino que también repetía programación de Canal 13 y Universidad de Chile Televisión.
Debido a la crisis económica que afectó al país, el canal dejó de transmitir los días sábado entre abril de 1983 y el 1 de septiembre de 1984 con el fin de ahorrar recursos y programación. Desde mediados de la década de 1980, la señal tuvo su época de gloria con programas como Pipiripao y Show de goles, entre otros, pese a los problemas económicos que la aquejaban. Esto se agudizó en 1988 cuando a la señal se le quitó un subsidio otorgado por el gobierno. En 1986 comenzaron a emitir programas de índole político, los cuales motivaron amenazas por parte de la Central Nacional de Informaciones a la estación.[cita requerida]
Pero no solo en La Serena hubo una señal local de UCV, ya que en 1990 parten las emisiones de Canal 7 UCV Televisión de Puerto Montt, el cual transmitía la programación del canal porteño, además de espacios de noticias y deportes locales realizados por LRC Producciones. En 1998, se muda de señal a la frecuencia 8, ahora como repetidora a tiempo completo de UCV Televisión en dicha localidad.
A fines de la década de 1990 la señal perdió sus programas emblemáticos e incluso fue criticada por el Consejo Nacional de Televisión debido a la constante emisión de infomerciales, los cuales prácticamente ocupaban la mitad de la programación. También se rumoreaba que la señal se iba a privatizar pero finalmente la casa de estudios decidió mantenerla e incluso renovar los equipos, cosa que no se hacía desde la década de 1970.

### 2000-2010: Aumento de cobertura y acuerdo con Canal 13
Un anhelo que tenía la señal era lograr cobertura nacional, lo que finalmente logró en 2002, sin embargo en la actualidad solo posee cobertura a través de las cadenas de televisión por suscripción y acuerdos con algunas cadenas regionales, ya que gran parte de su cobertura nacional a través de aire se ha visto mermada, principalmente por la compra de la red de frecuencias de Telenorte, antes operada por UCV, por parte de Telecanal.
La señal firmó en 2005, un acuerdo con Canal 13, lo que permitió la incorporación de programas de dicha estación en su parrilla. Este acuerdo fue parte de la renovación de la grilla que el canal realizó desde septiembre de 2005 y que buscaba mejorar su imagen, muy deteriorada por la emisión de infomerciales.
En 2006, UCV Televisión entró al sistema audímetro junto con Telecanal. En mayo, incorporó programas como De mil maneras de Utilísima, además de lograr un acuerdo con la productora multinacional Telemedia para incorporar el programa Llama y gana a su programación.
El 4 de agosto, la universidad cambió el directorio del canal. Enrique Aimone García, asumió la dirección ejecutiva de UCV Televisión además de independizar económicamente a la estación de la universidad.
El 13 de noviembre de 2006, UCV Televisión renovó su paquete de gráficas, cambió de programación y modificó su logotipo. Ese mismo día, cerró sus transmisiones el canal UCV Cable, para así enfatizar recursos y contenidos en la señal abierta, además firmó un acuerdo con CNN Chile para poder transmitir los noticiarios del canal en su señal.

### 2010-presente: Últimos años como UCV TV y relanzamiento como TV+
UCV Televisión lanzó su señal en HD el 25 de junio de 2010 con la transmisión del partido Chile-España del Mundial de Fútbol de Sudáfrica por un acuerdo con TVN. La señal HD fue lanzada en la TDT dentro del canal 26 UHF de Valparaíso. A fines de ese año, se inauguraron sus estudios en la comuna de Vitacura, Santiago y comenzó a transmitir en simultáneo desde Viña del Mar y Santiago -hasta 2017, cuando el canal trasladó por completo sus operaciones a la capital, incluyendo las transmisiones-. El 3 de enero de 2011, UCV Televisión comenzó a transmitir el programa de lucha libre WWE RAW, luego de que la empresa terminara su contrato con Chilevisión.
El 30 de junio de 2013, transmitió la final de la Copa Confederaciones 2013 tras adjudicarse el partido, puesto que TVN y Canal 13 no lo emitieron por estar cubriendo las elecciones primarias. Ese mismo año, comenzó a emitir programación las 24 horas del día, del mismo modo que La Red.
En agosto de 2015, el canal TaTeTi ingresó al sistema de televisión digital terrestre dentro del multiplex de UCV, gracias a un acuerdo con Non Stop TV de Argentina.
Durante 2016, la Pontificia Universidad Católica de Valparaíso decidió iniciar la búsqueda de un socio estratégico para repotenciar la señal, debido a su mala situación económica. El canal es vendido a Media 23 SpA, empresa que distribuye las señales de Disney en Chile, en diciembre de 2016, mientras que la PUCV se queda con el 10% de propiedad restante a través de PUCV Multimedios SpA. Esto causó el cierre del Departamento de Prensa de la señal en febrero de 2017, pero se reabrió un año más tarde. En septiembre de 2018, el canal anunció que a finales de ese año cambiaría de nombre a TV+, haciéndose efectivo el 21 de noviembre del 2018.
Durante 2020, se relanza UCV TV a través de la televisión digital (siendo controlado editorial y operativamente por la PUCV a través de PUCV Multimedios SpA), transmitiendo desde los estudios que comparte con UCV Radio, a través del mux de TV+.
En 2021, TaTeTi cerró sus transmisiones para dar paso al canal TV Más 2. Sin embargo, TaTeTi sigue siendo un bloque de programación en dicho canal, y todavía permanece activo su sitio web.
En febrero de 2022, el canal emite el Festival de Peñaflor, siendo el primer festival que se emite bajo la marca TV+.
En septiembre de 2022, UCV TV lanza una segunda señal llamada UCV 2, cuya programación consiste en programas del archivo de UCV junto con programación propia; dicha señal es exclusiva de la página web de UCV TV.

## Señal en alta definición
Transmite por el canal 29 UHF del Gran Santiago, en el canal virtual 5.1, en La Serena-Coquimbo, emite por el canal 42 UHF, en el canal virtual 9.1, en el Gran Valparaíso, emite por el canal 29 UHF, en el canal virtual 4.1, en Puerto Montt, emite por el canal 38 UHF, en el canal virtual 8.1, en el Gran Concepción, emite por el canal 32 UHF, en el canal virtual 3.1, y en Temuco, emite por el canal 46 UHF, en el canal virtual 6.1.
También emite por el canal 805 de Movistar, 705 de VTR, 29 de Zapping, 1147 de DirecTV, 550 de Claro, 63 de Entel y 808 de Gtd/Telsur/

## Canales asociados
El 10 de mayo de 1974, UCV Televisión instaló una señal local para La Serena y Coquimbo, denominada Canal 8 UCV Televisión (posteriormente Canal 9). Esta señal transmitió la Primera Teletón a través de la Red UCV Televisión, y durante los años 1980 emitió programación de UCV, Canal 13 y U. de Chile Televisión con una semana de retraso.
En 1990 se inaugura una señal local para Puerto Montt, denominada Canal 7 UCV Televisión. Transmitía la programación de UCV Televisión, en conjunto con programación local realizada por LRC Producciones.
Actualmente, TV+ posee acuerdos con los siguientes canales regionales para emitir parte de su programación[cita requerida]:
- Canal 9 Bío-Bío Televisión (Gran Concepción, Chillán -a través del canal 7-, y Los Ángeles/Cobquecura -a través del canal 4-)
- Canal 5 (Linares)
- Thema Televisión (Coquimbo)
- Antofagasta TV

## Directores ejecutivos
- 1984-1987: Victor Bielefeld
- 1988-1989: Camilo Lobos
- 1990-2006: Jorge Bornschehuer Pérez
- 2006-2017: Enrique Aimone García
- 2017-2019: Fernando Gualda Torres (Gerente General)
- 2019-presente: Martin Awad Cherit (Gerente General)

## Logotipos

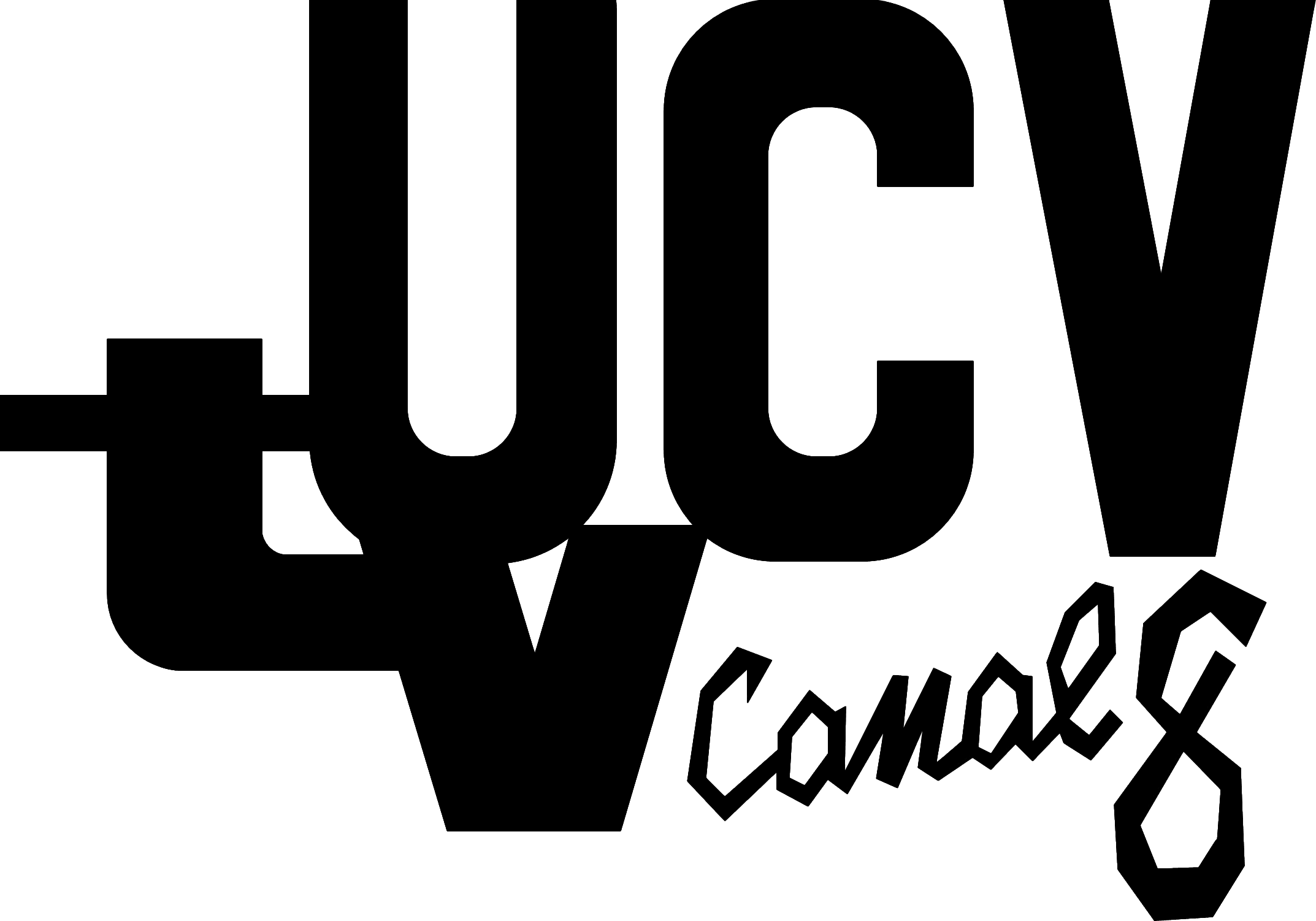
1959-1964
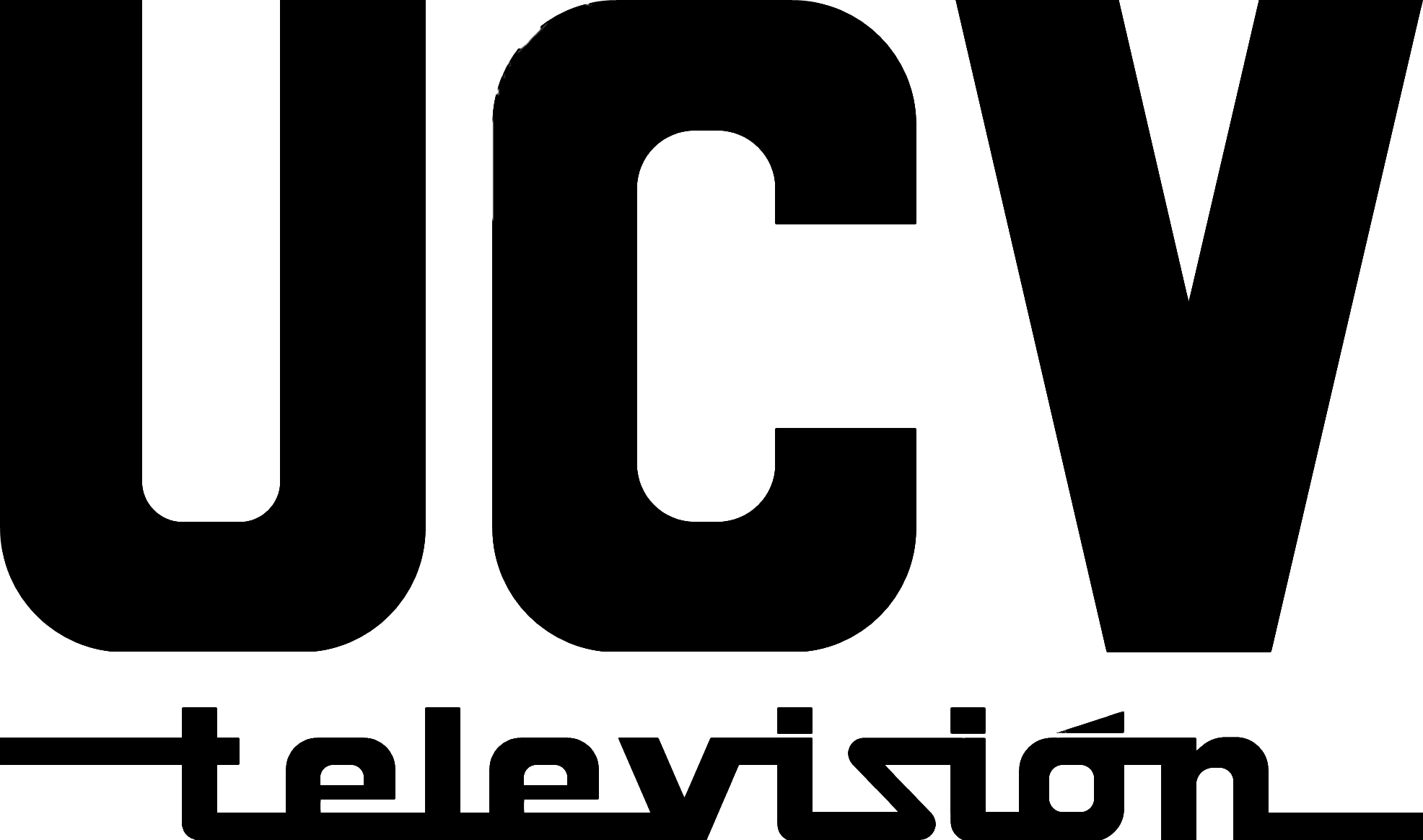
1964-1966
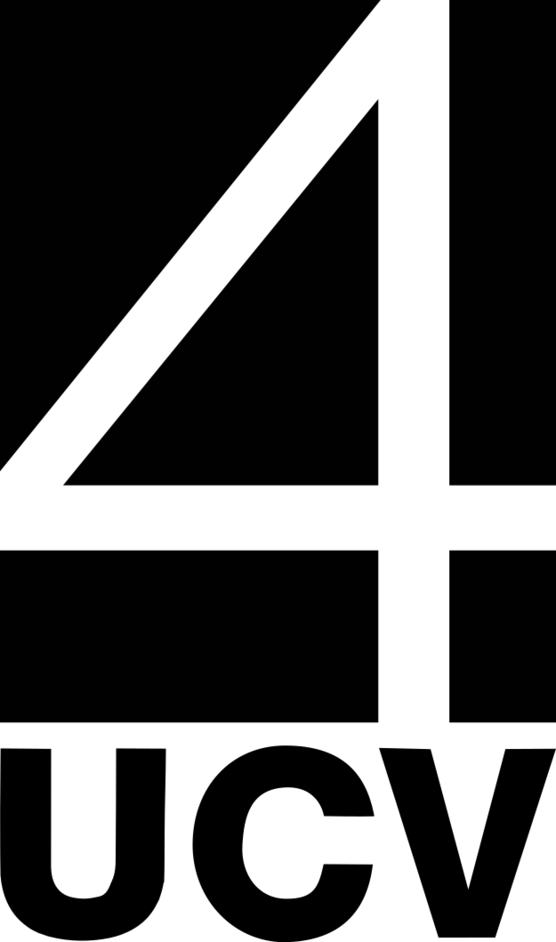
1969-1977
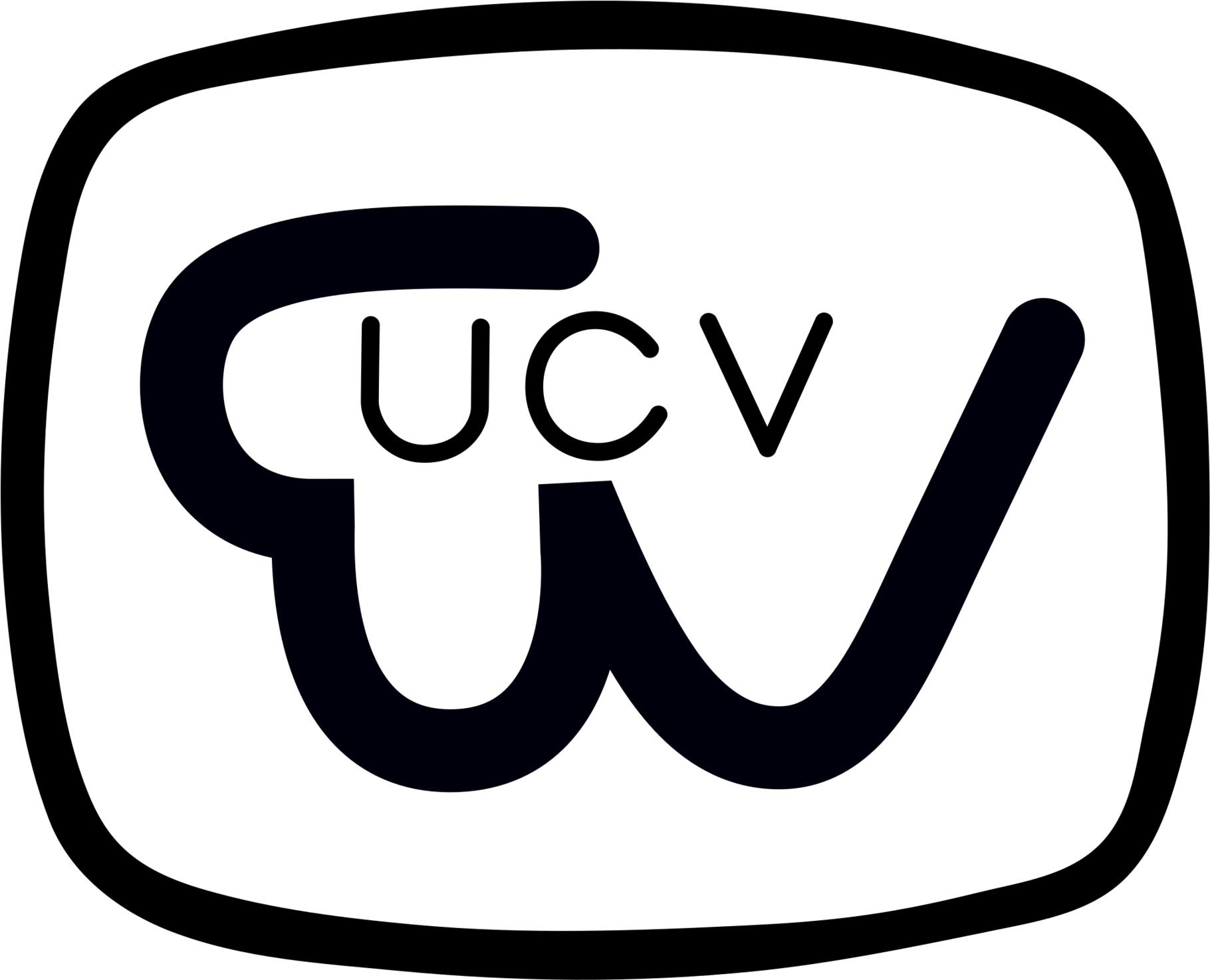
1977-1978
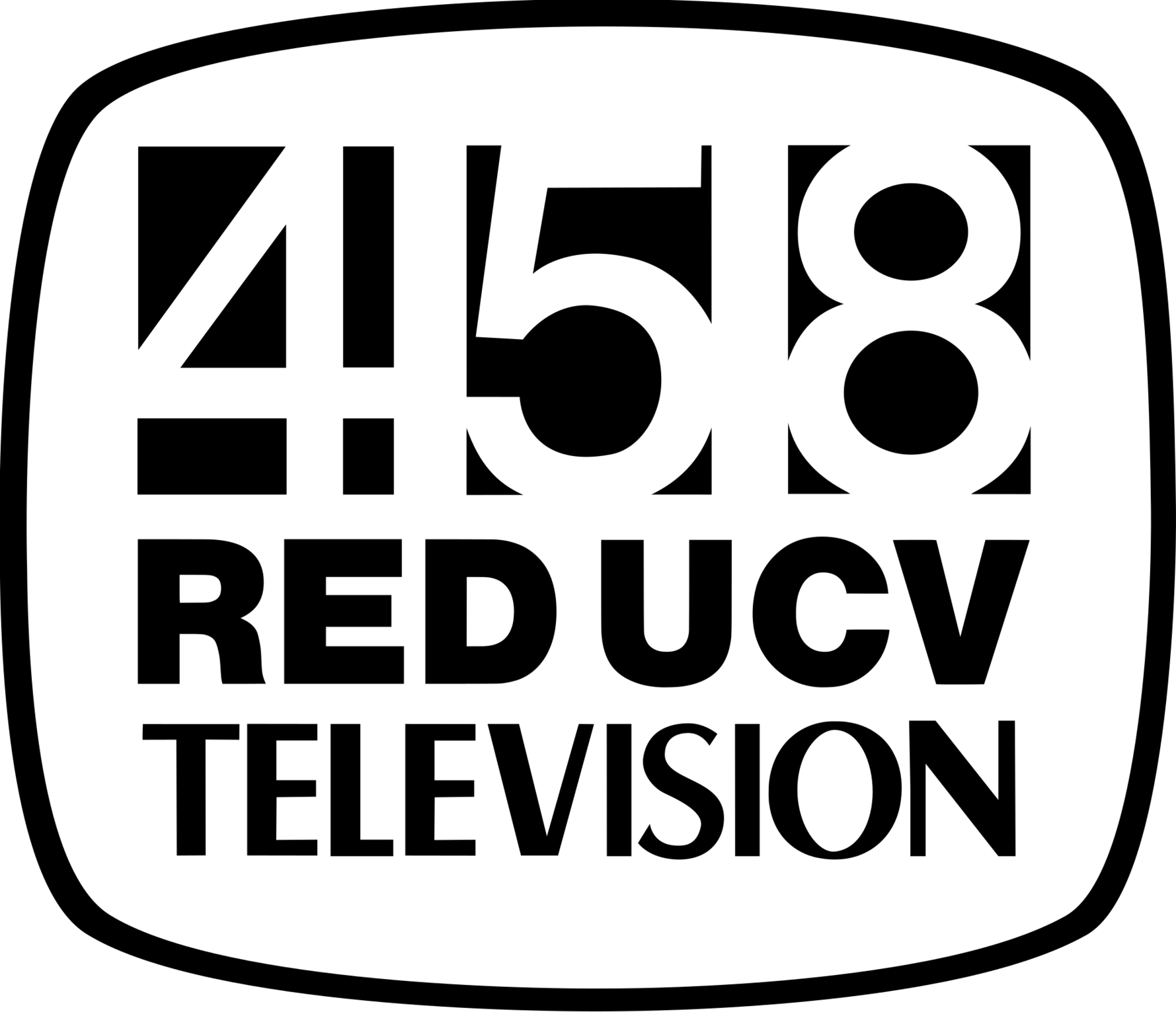
1978
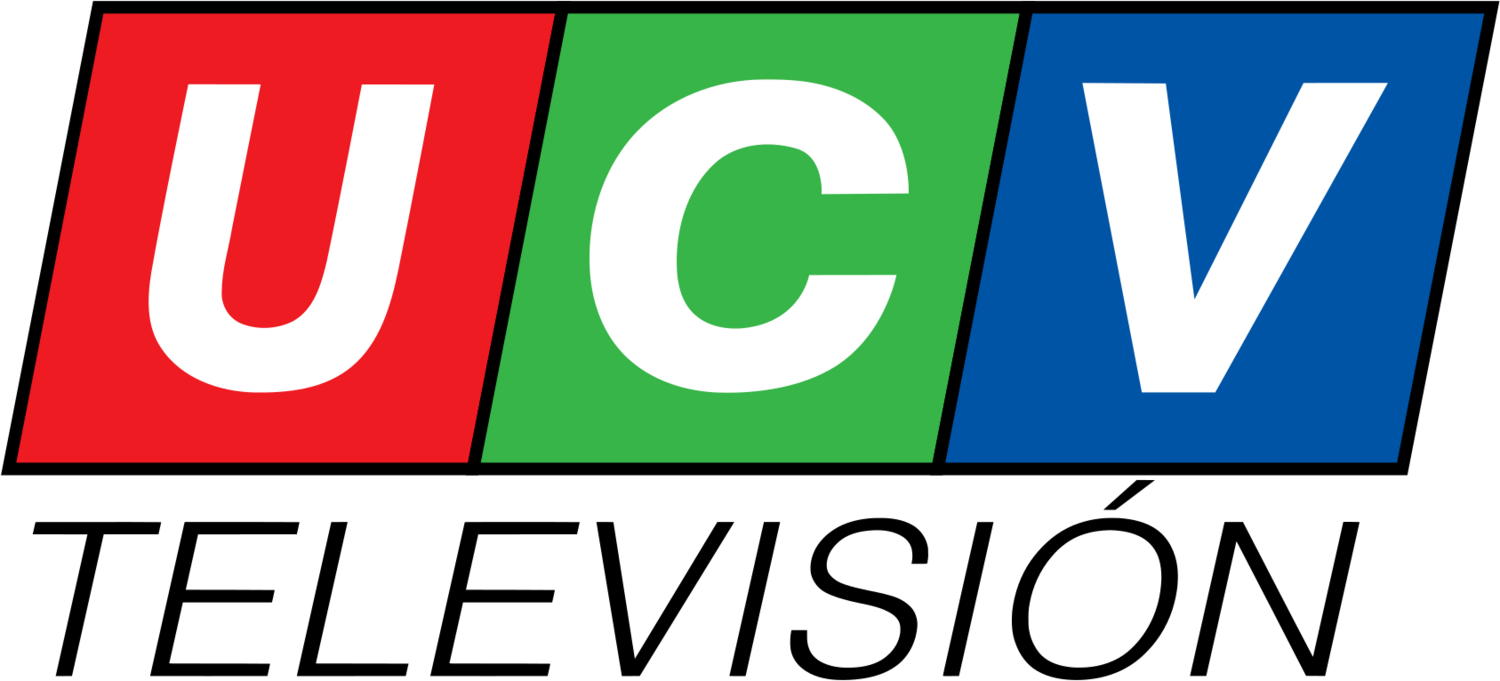
1978-1979
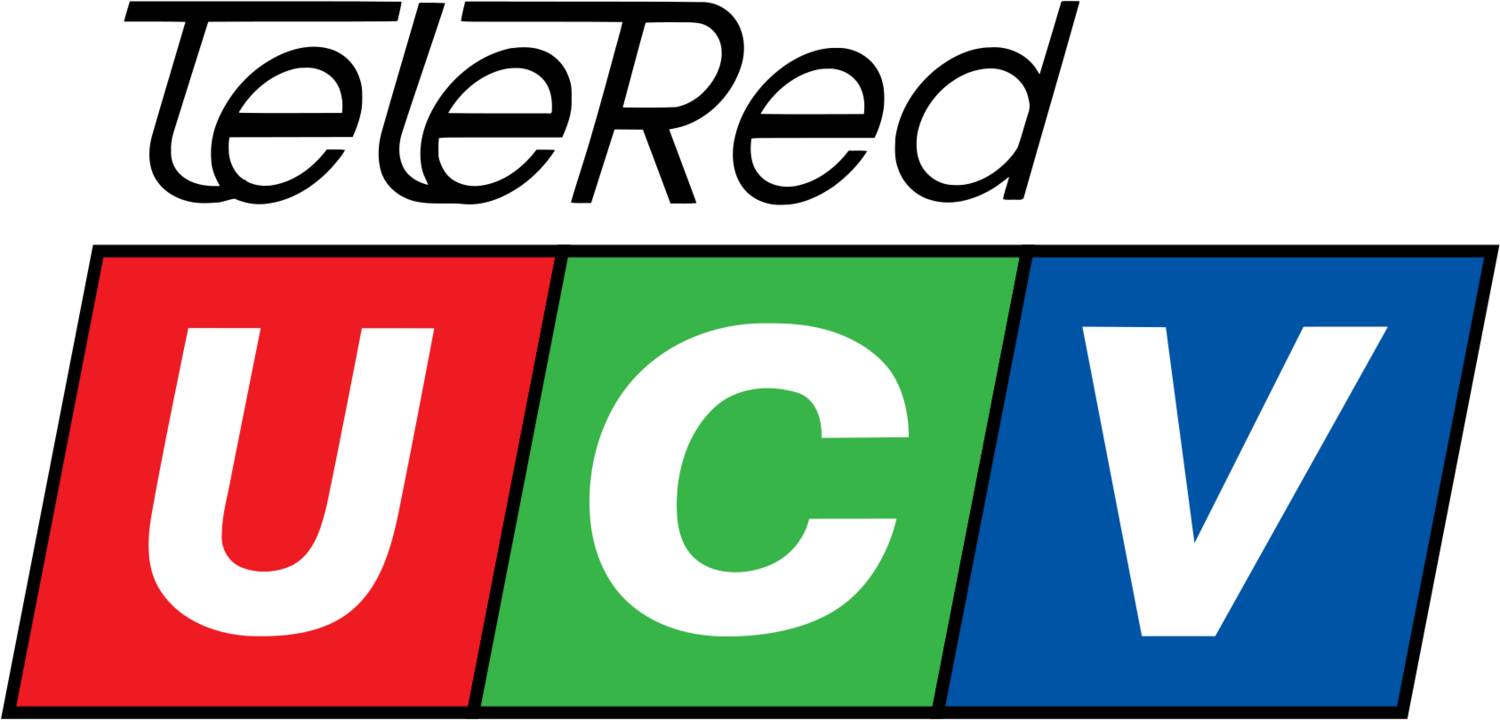
1979-1980
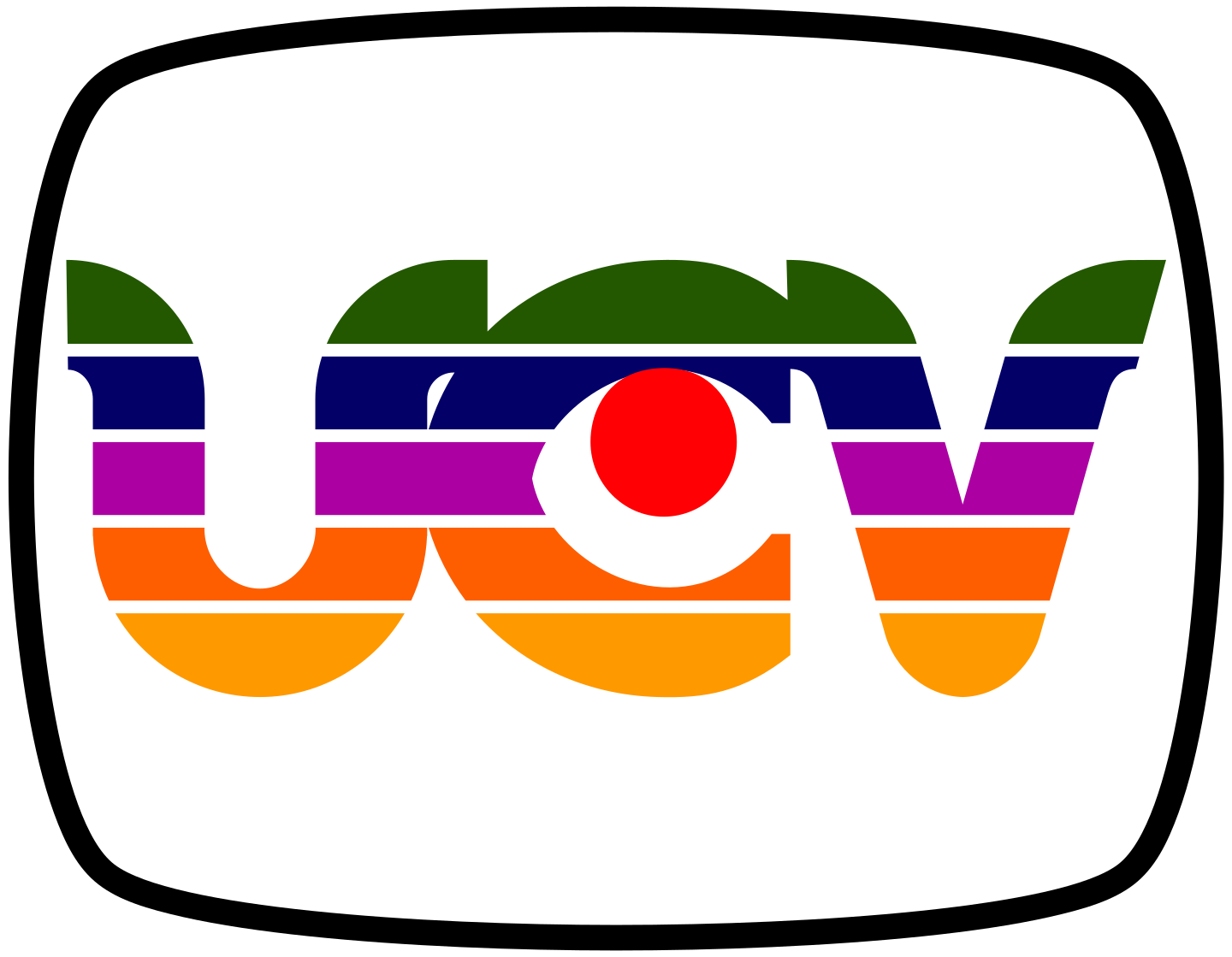
1980-1991
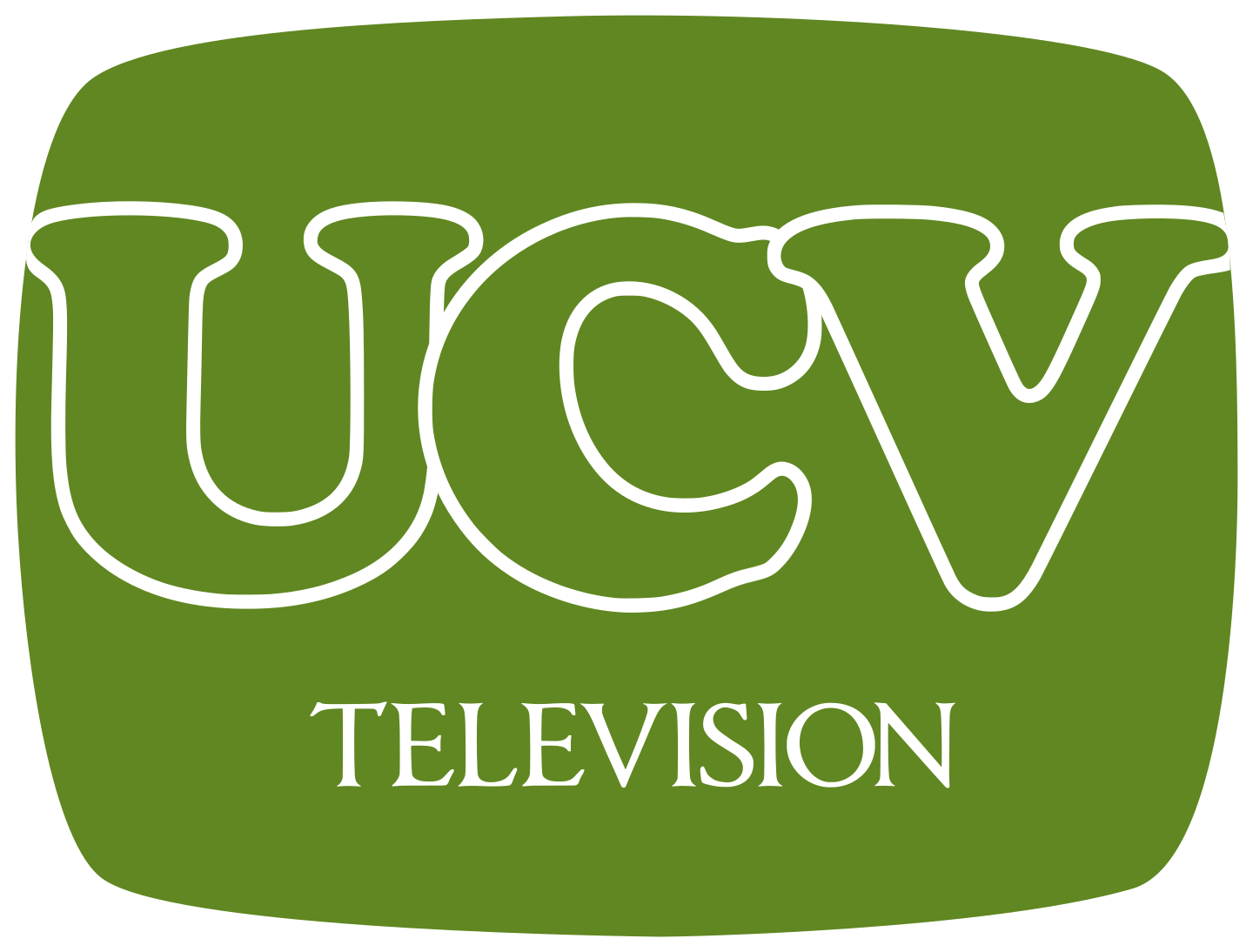
1982-1985
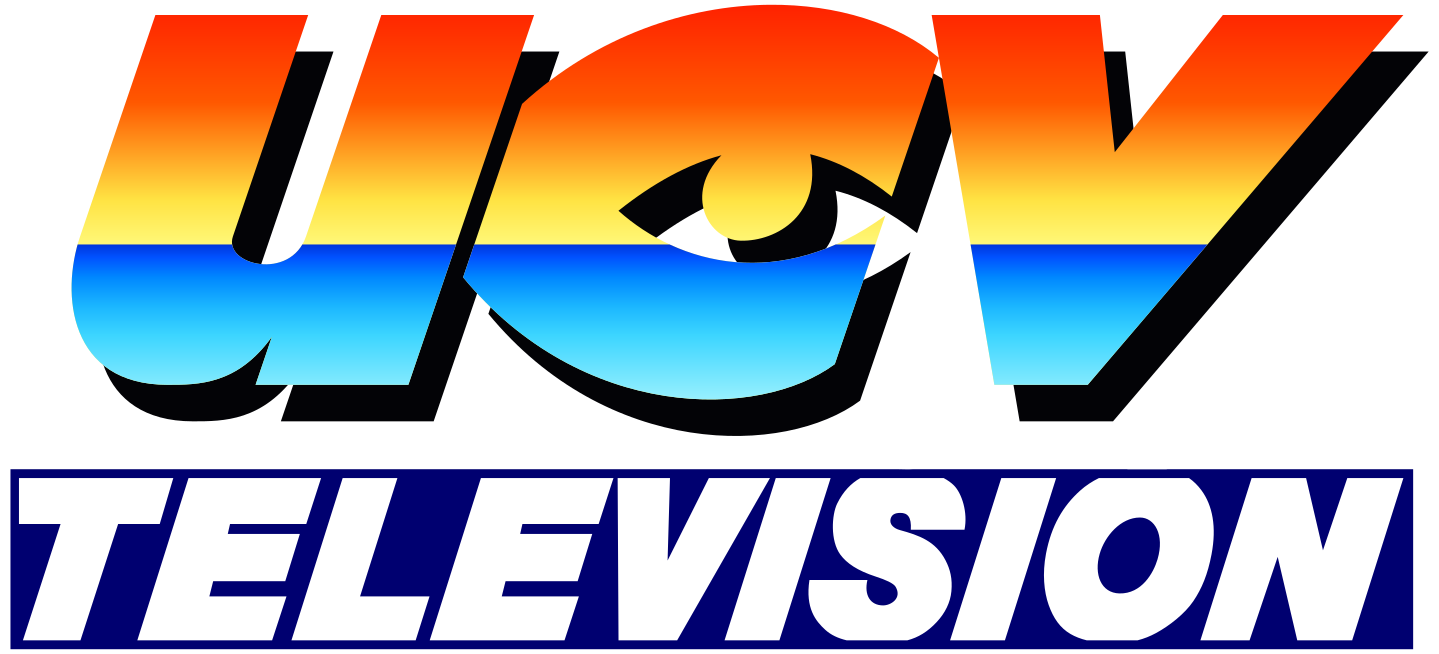
1991-1993
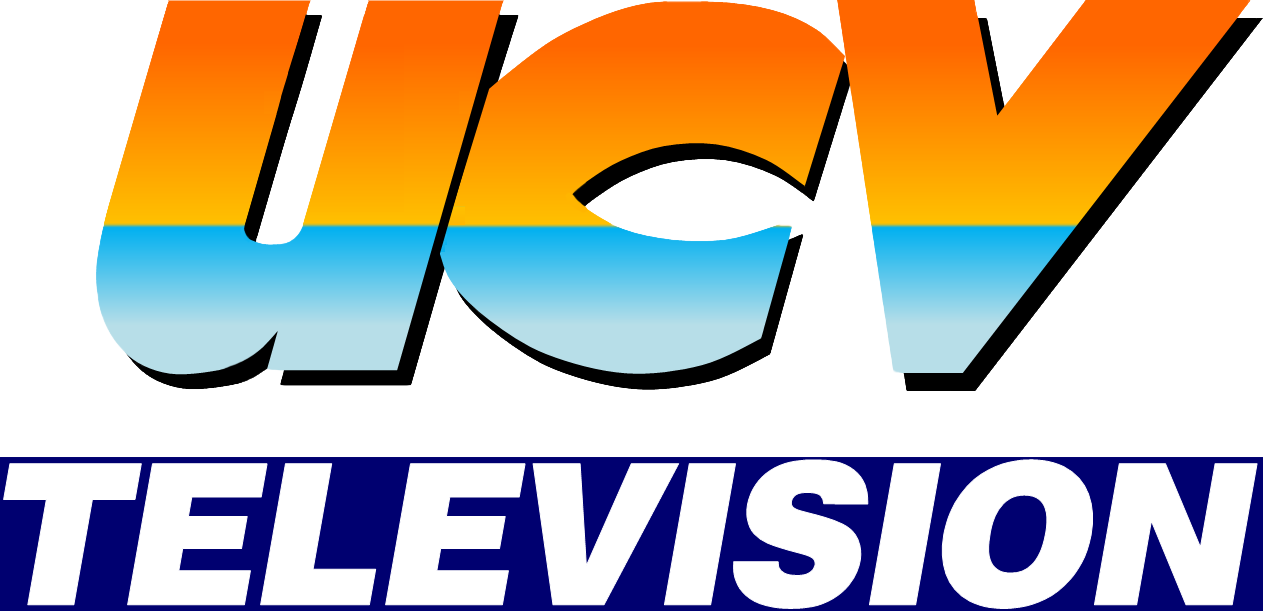
1993-1995
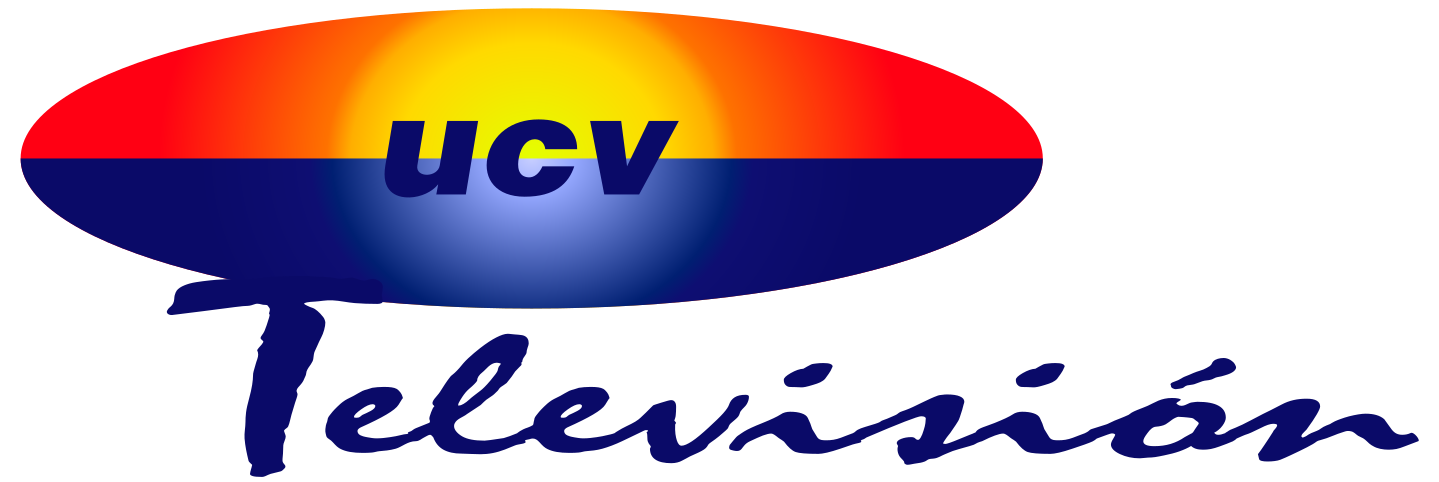
1995-1996
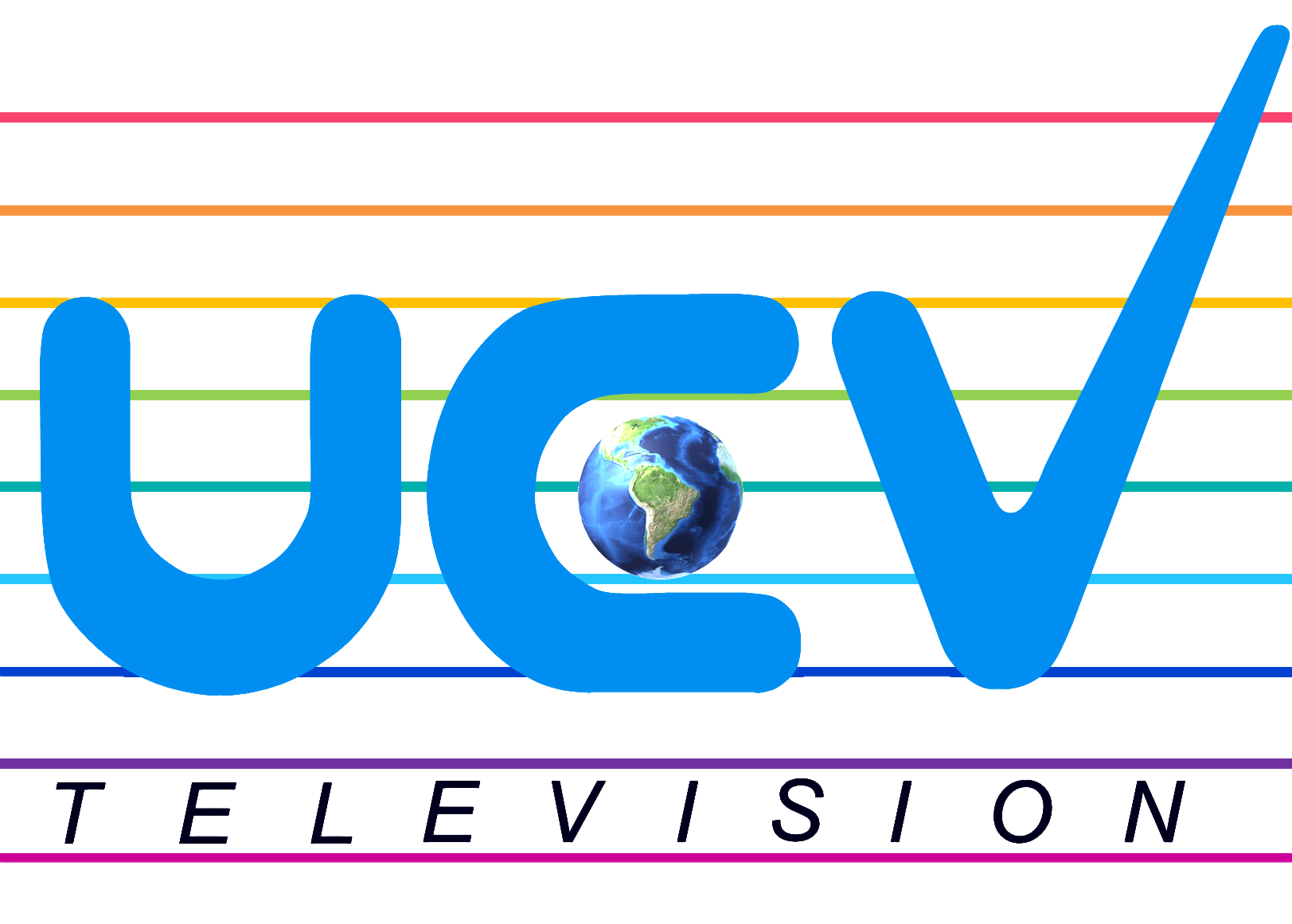
1996-1998
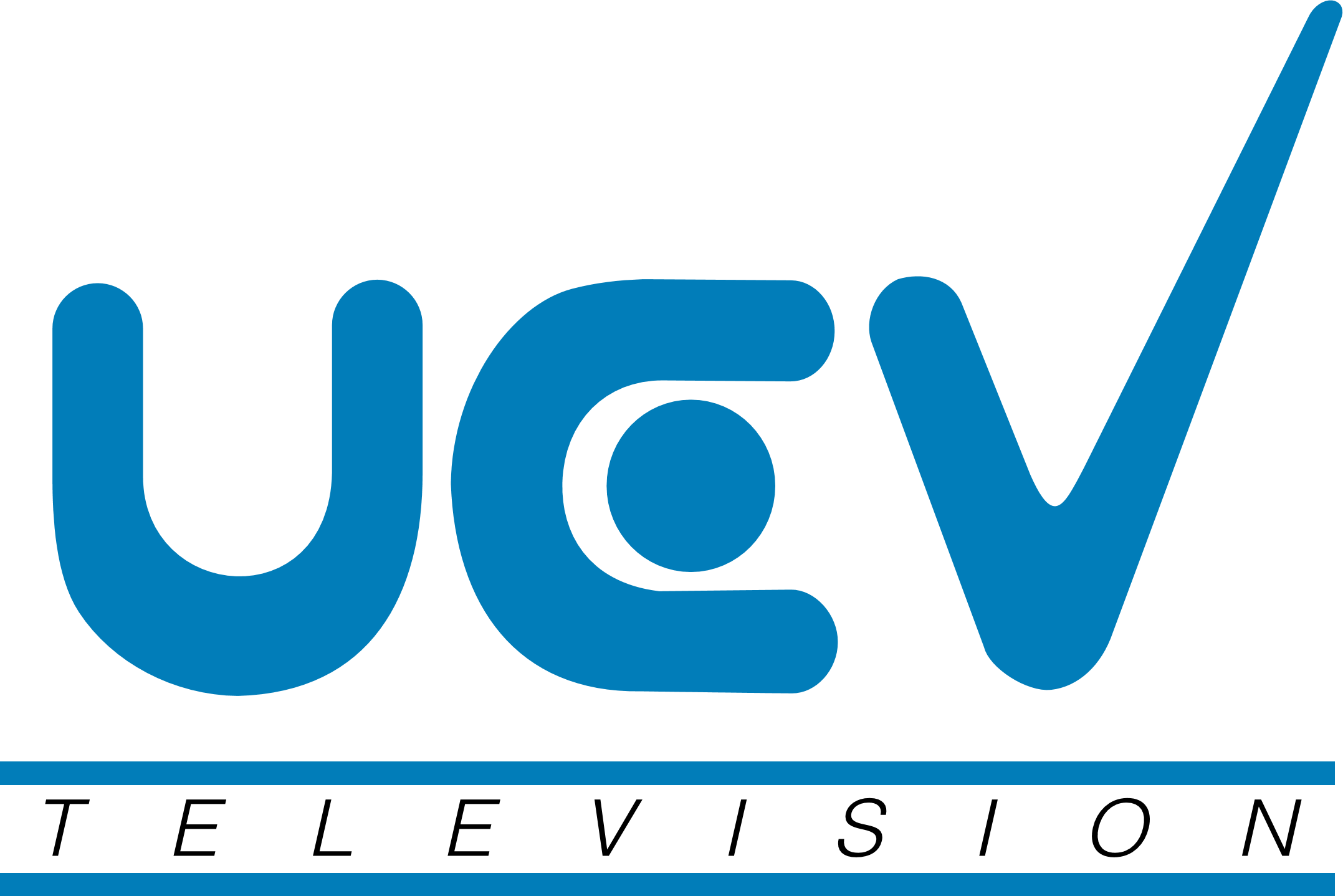
1998-2003
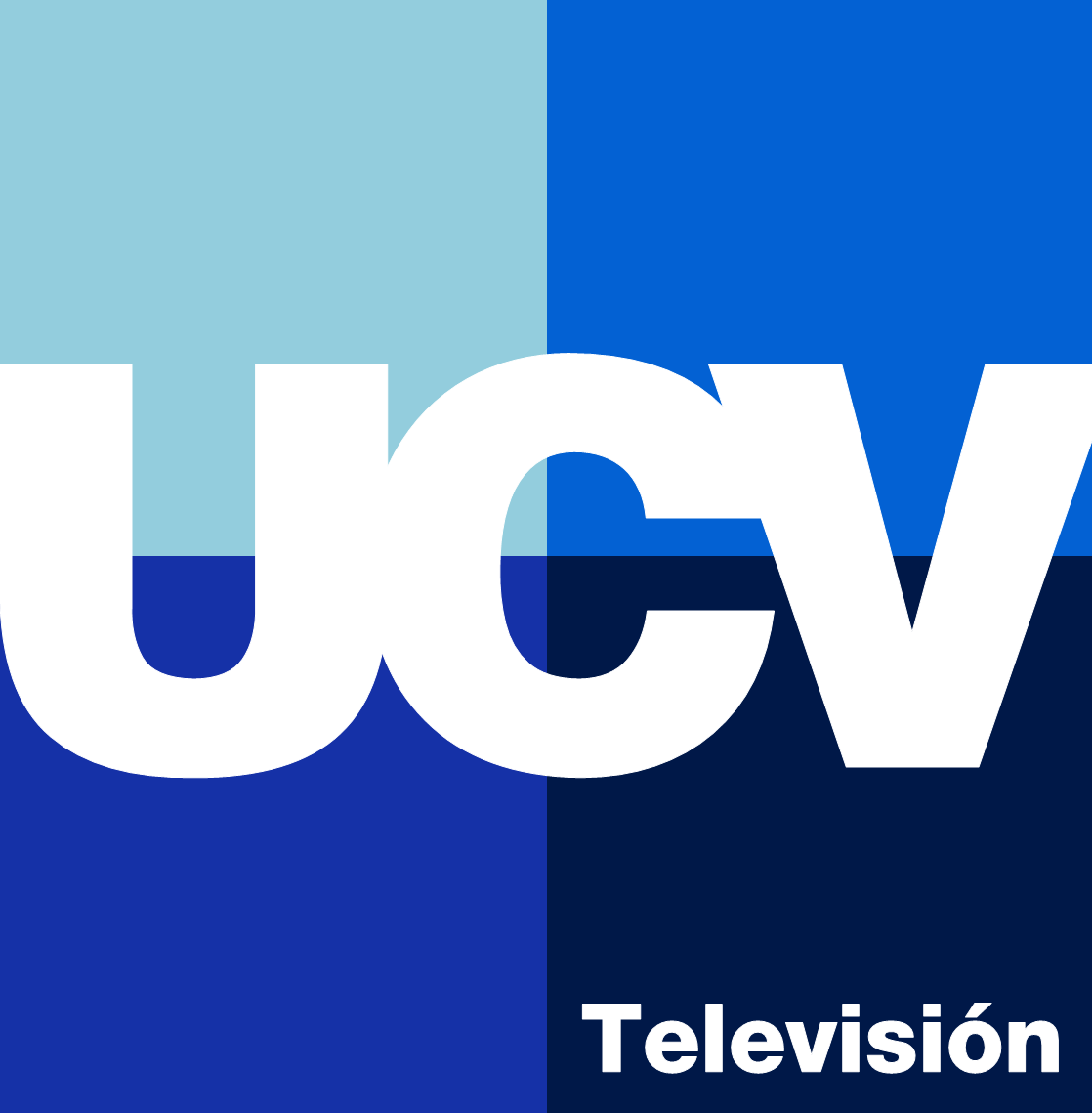
2003-2004
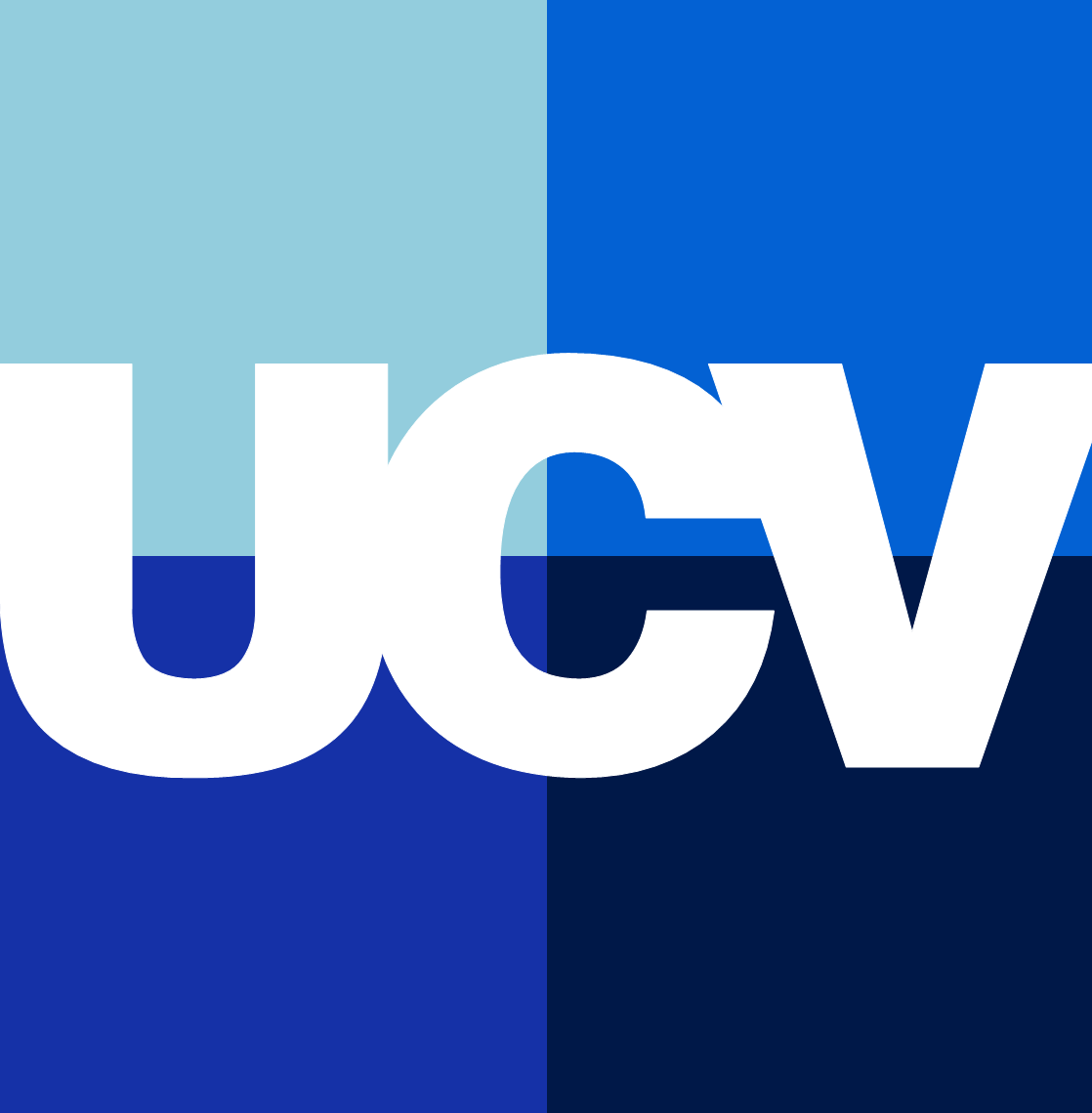
2004-2005
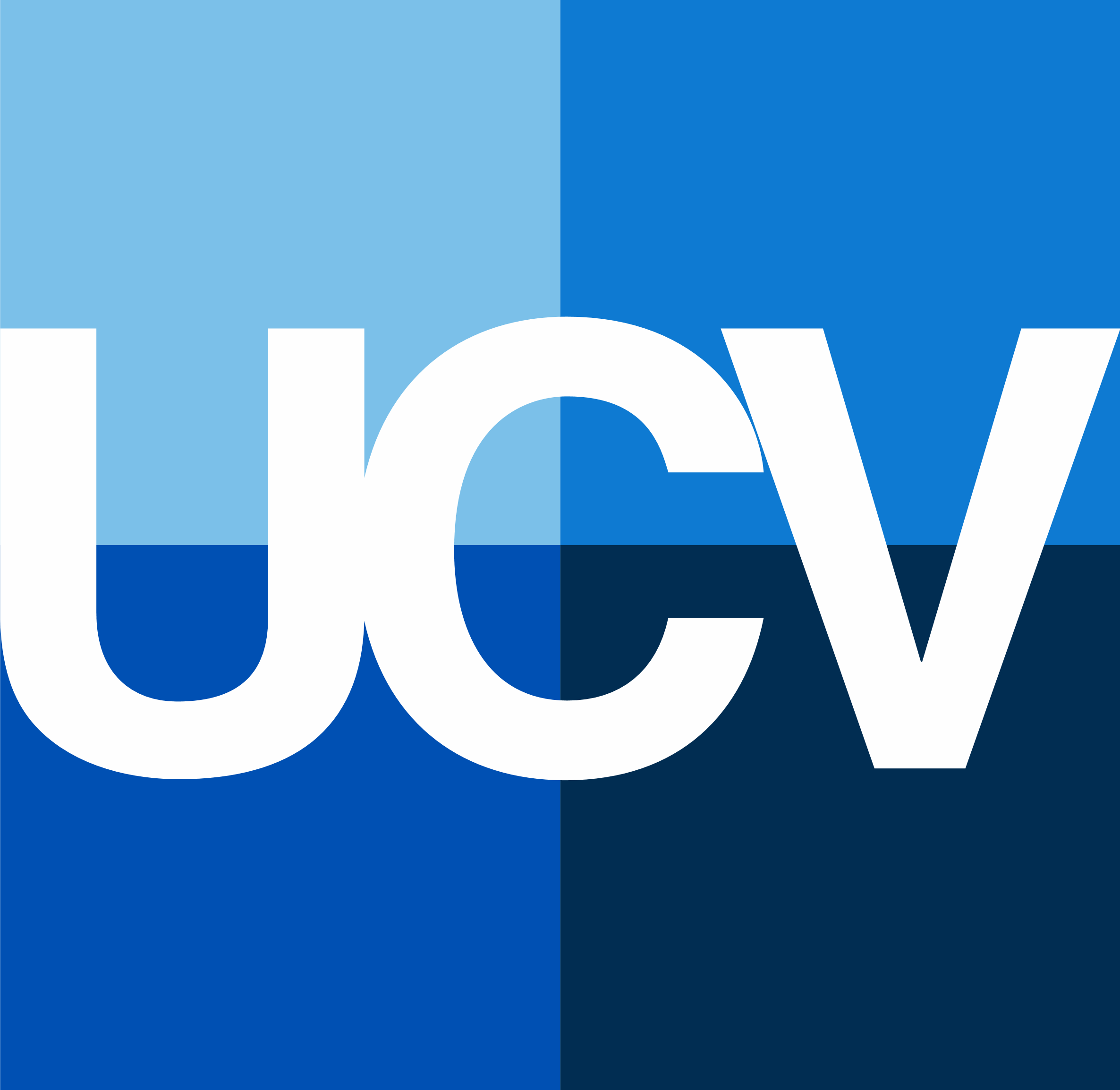
2005-2006
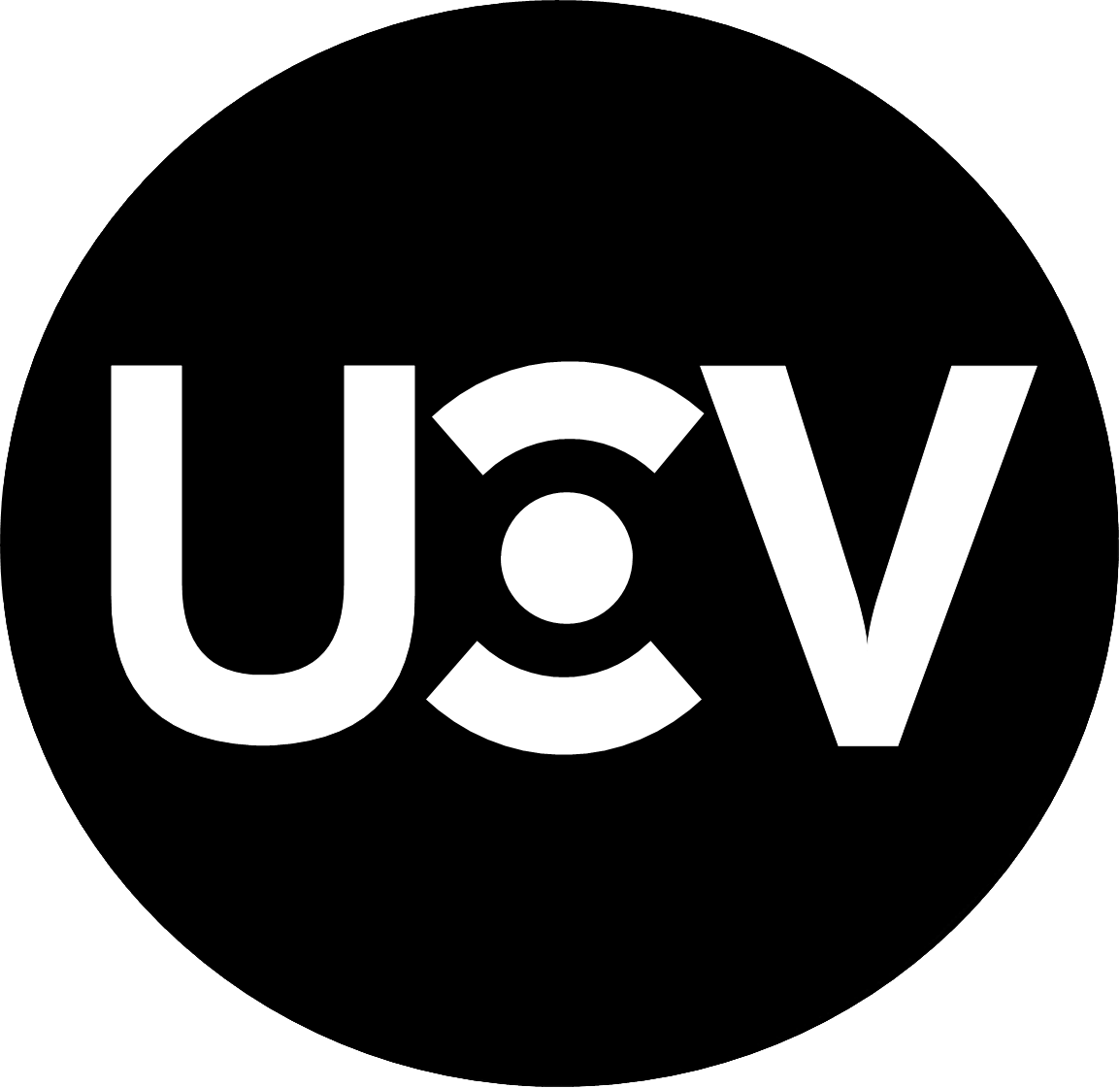
2006-2013
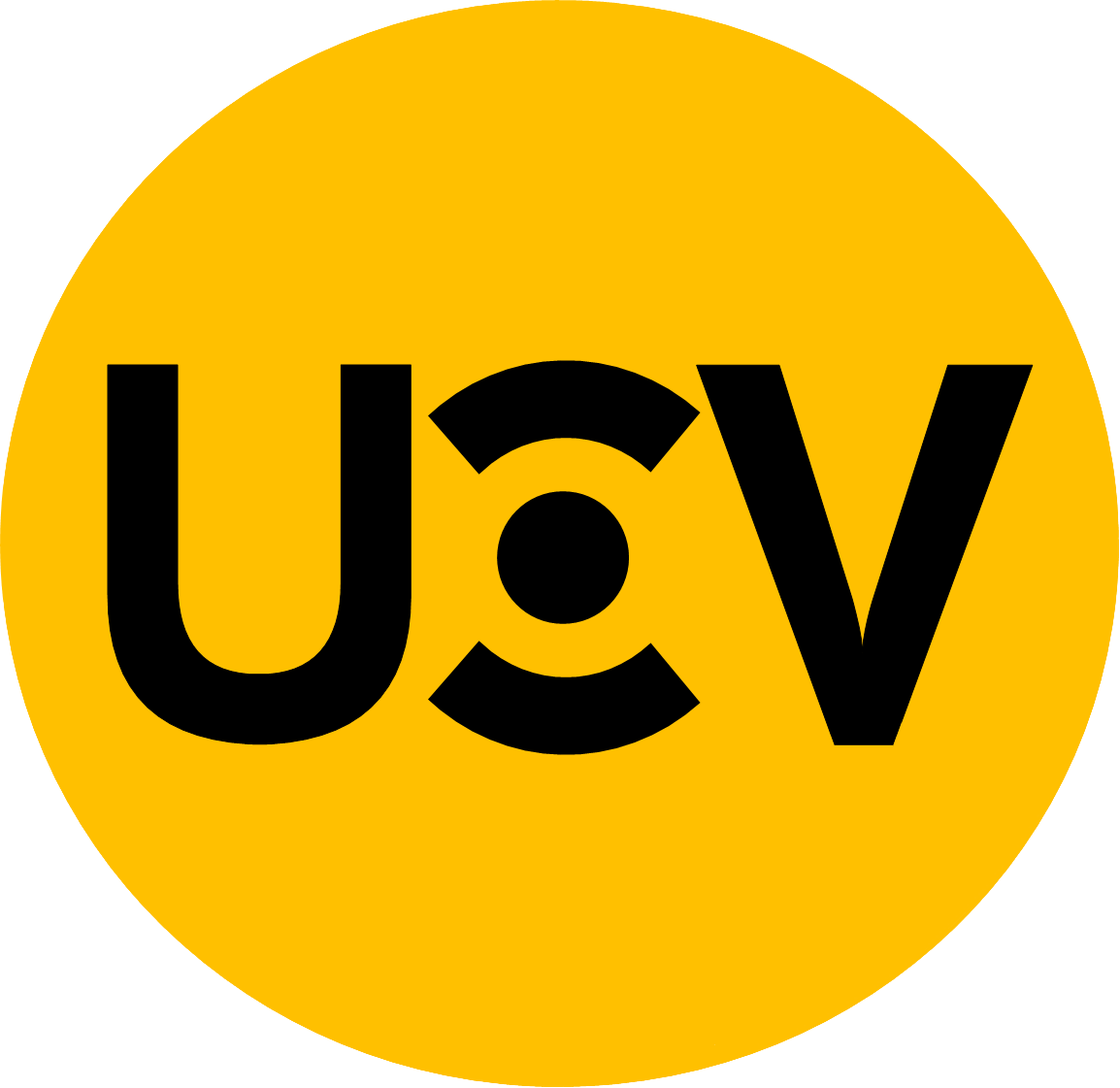
2008-2013
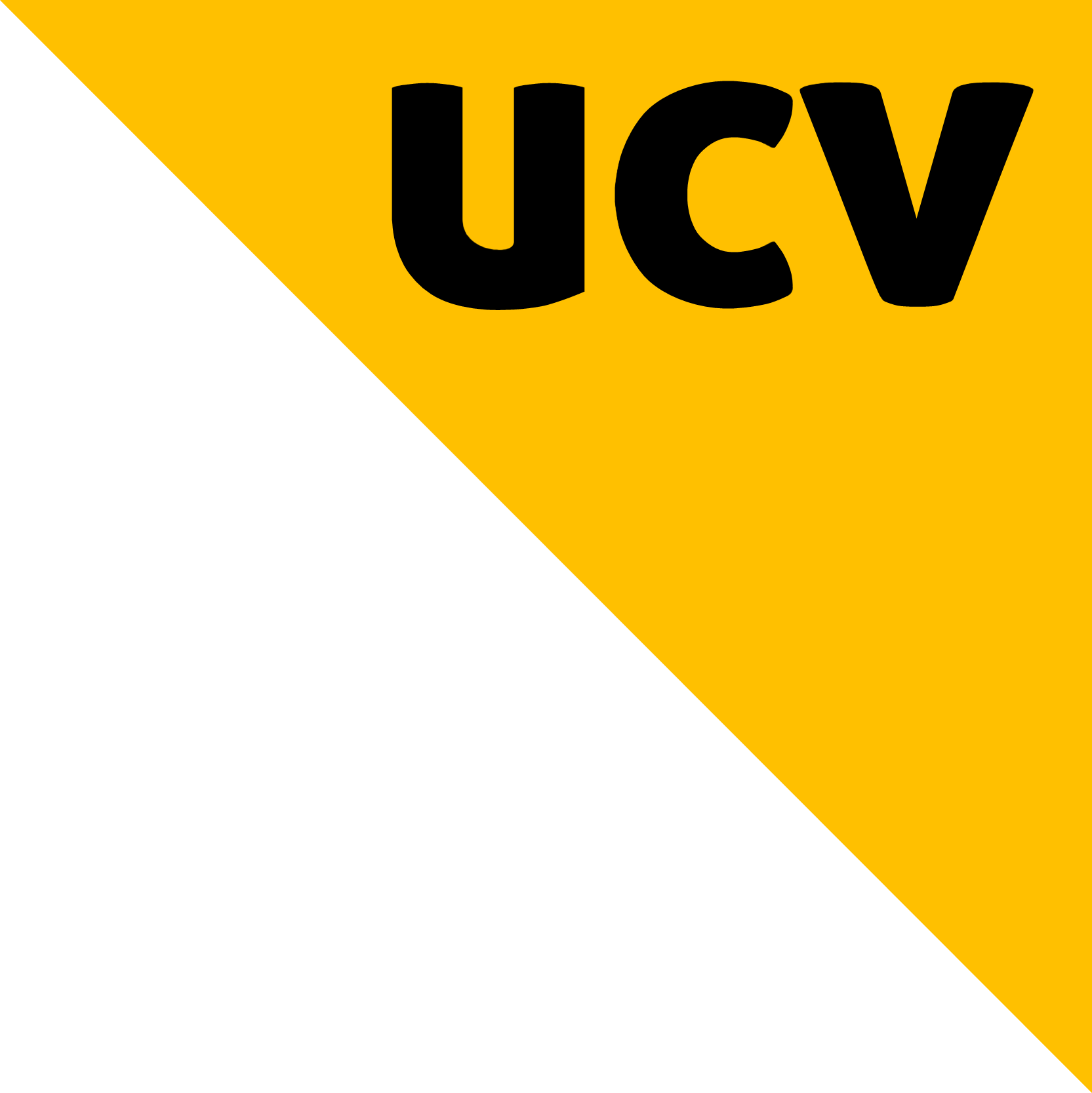
Marzo-mayo de 2013
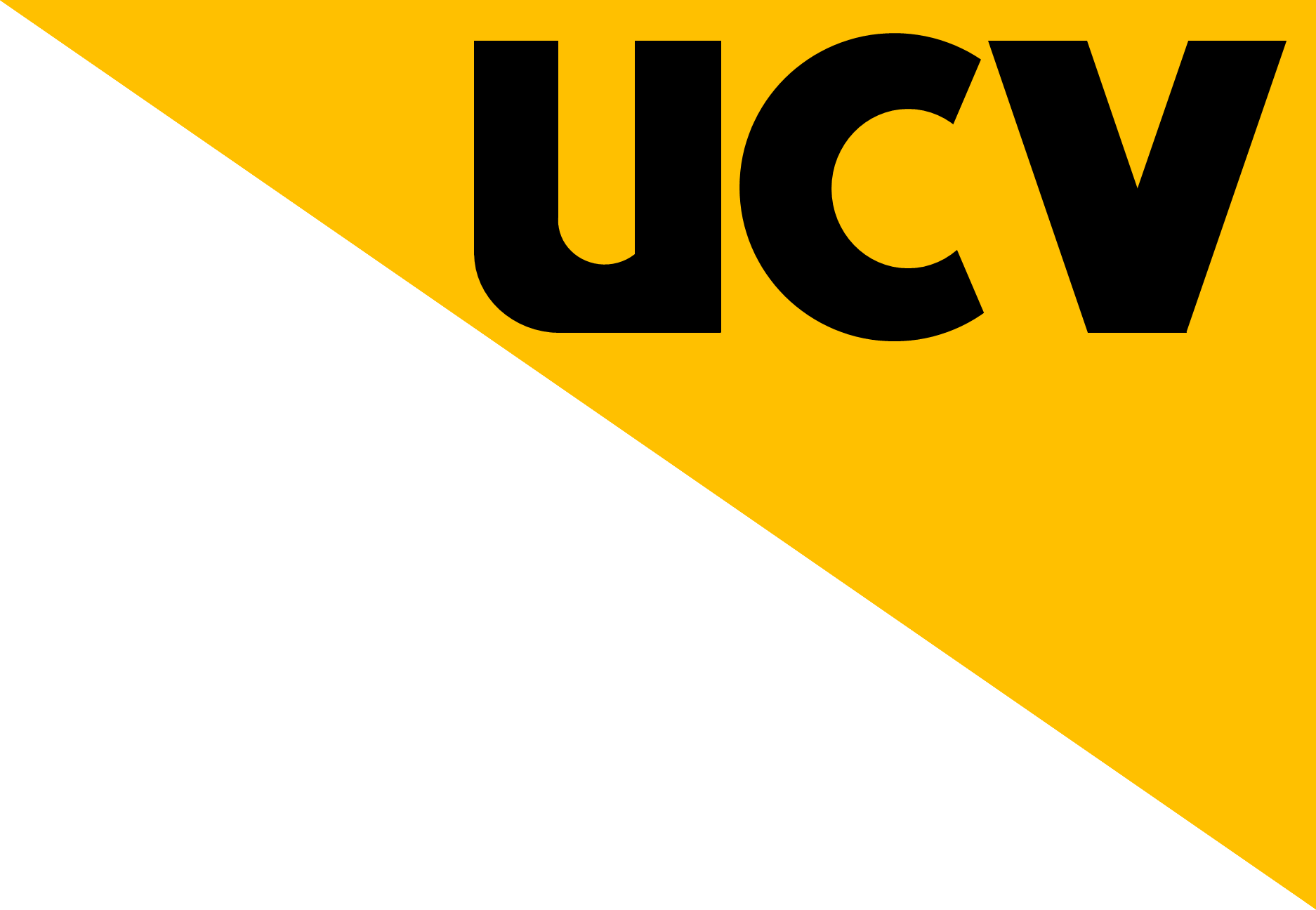
2013-2018 (actualmente en la señal cultural de UCV TV)
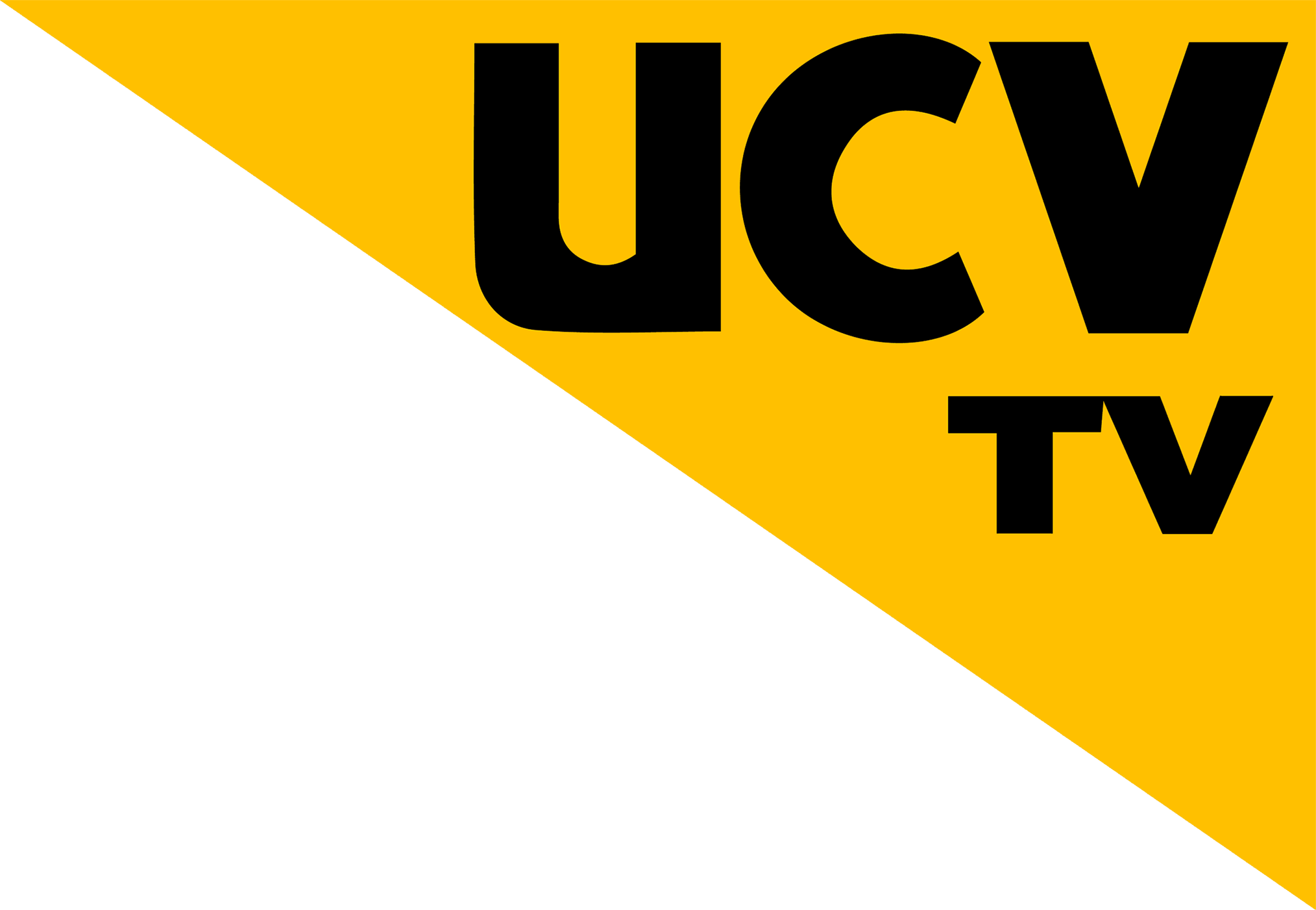
Febrero-noviembre de 2018
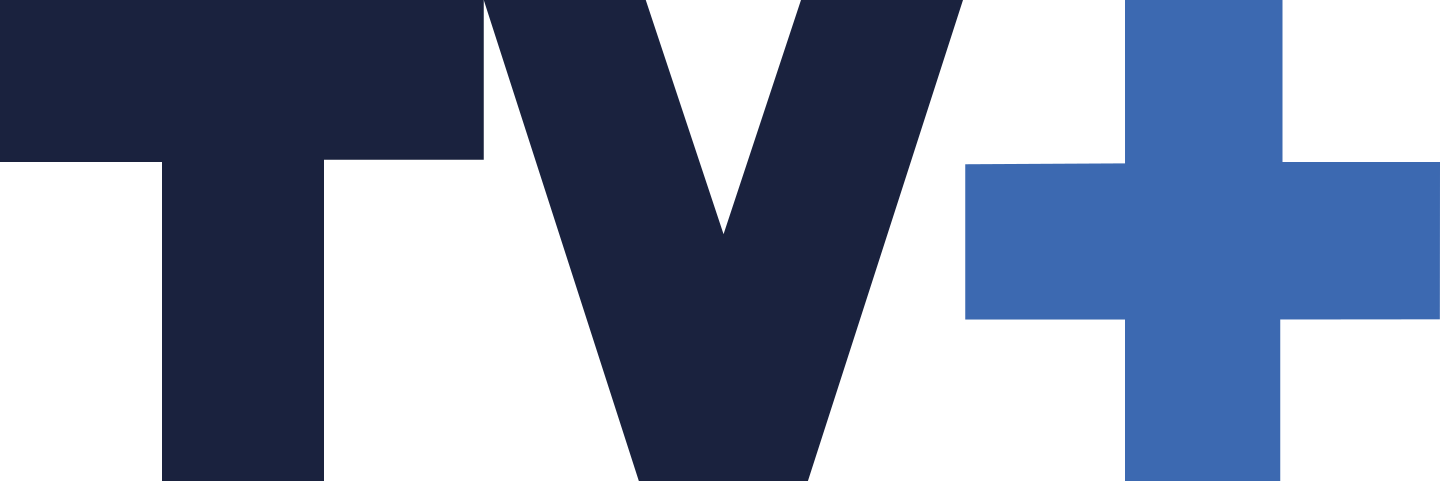
2018-presente